# Eichelsbach (Rhein)
Der Eichelsbach ist ein etwas über 41⁄2 Kilometer langer, südlicher und rechter Zufluss des Mühlgrabens im rheinland-pfälzischen Landkreis Mainz-Bingen, der auf dem Gebiet der Ortsgemeinde Nackenheim verläuft.

## Name
Der Name leitet sich vom ahd. Personennamen Eichili ab.

## Verlauf
Der Eichelsbach entspringt in Nackenheim nahe der Flur „Am Teufelsloch“. Er durchfließt, teilweise kanalisiert bzw. unterirdisch, Nackenheim in nordöstlicher Fließrichtung. Nördlich von Nackenheim mündet er von rechts in den Mühlgraben, der Oberlauf auch  Spatzenbach (oder Gau-Bischofsheimer Bach ?) genannt wird.